# Distretto di Burhaniye
Il distretto di Burhaniye (in turco: Burhaniye ilçesi) è un distretto della Turchia nella Provincia di Balıkesir con 52.787 abitanti (dato 2012) dei quali 41.918 urbani e 10.869 rurali 
Il capoluogo è la città di Burhaniye.

## Geografia antropica

### Suddivisioni amministrative
Il distretto è suddiviso in 2 comuni (Belediye) e 26 villaggi (Köy)